# Jeszenszky Géza (ügyvéd)
Dr. nagyjeszeni Jeszenszky Géza (Nagyszentmiklós, 1867. február 7. – Budapest, Józsefváros, 1927. január 13.) ügyvéd, politikus, hírlapíró, báró Bánffy Dezső miniszterelnöknek az egyik legbizalmasabb embere, a Magyarország Területi Épségének Védelmi Ligájának az egyik megindítója.

## Élete
A régi és előkelő köznemesi felvidéki nagyjeszeni Jeszenszky családból származott. Apja nagyjeszeni Jeszenszky Nándor (1830–1916), Nagyszentmiklós evangélikus lelkésze, 1848-49. évi honvédhadnagy, anyja Koós Ida (1836–1914) volt. Az apai nagyszülei nagyjeszeni Jeszenszky Péter (1792–1852), aki gróf nagyszentmiklósi Nákó Sándor (1785–1848) uradalmi gazdatisztje volt Nagyszentmiklóson, valamint Jeszenszky Péterné galánthai Fekete Zsuzsanna asszony voltak. Az anyai nagyszülei Koós Dávid Arnold (1804–1881), idősb vajai báró Vay Miklós koronaőr jószágfelügyelője, valamint Glatz Dorottya voltak. Jeszenszky Géza leánytestvérei: nagyjeszeni Jeszenszky Kornélia (1870–1958), akinek a férje nemeskéri Kiss Endre (1865–1915), okleveles gazdász, tartalékos honvéd hadnagy, valamint nagyjeszeni Jeszenszky Ida (1869–1947), akinek a férje Kiss Bertalan (1858–1930), királyi kúriai bíró, királyi ítélőtáblai bíró, jogász. Jeszenszky Géza unokaöccse vitéz nemeskéri Kiss István (1894–1967) altábornagy volt. Apai oldalon elsőfokú unokatestvére nagyjeszeni Jeszenszky Dezső (1864–1917) színész, igazgató. Az anyai nagybátyja békei Koós Ottó (1838–1911), királyi tanácsos, budapesti zálogházi igazgató, aki 1907. június 7-én magyar nemességet és a "békei" nemesi előnevet szerezte meg adományban I. Ferenc József magyar királytól.
Jogi tanulmányainak befejezése után a Torontál vármegyei Nagyszentmiklóson ügyvédkedett; 1892. április 30-án ügyvédjelöltet a nagyszentmiklósi királyi járásbírósághoz aljegyzőkké nevezte ki. Nagyon fiatalon az ottani birtokos gróf Nákó család jogtanácsosa lett. A közéletben akkor kezdett szerepelni, amikor Bánffy Dezső báró 1903-ban megalapította az Ujpártot. A volt miniszterelnök oldalán Jeszenszky Géza a 67-es alapon álló nemzeti ellenzéki párt vezérkarához tartozott és a volt miniszterelnök egyik legbizalmasabb embere volt. Később az Andrássy Gyula gróf vezetése alatt álló alkotmánypártnak lett tagja és mindvégig kitartott a közjogi alapon álló reálpolitikai nacionalizmus lobogója mellett.
Az összeomlás után egyik megindítója volt annak a társadalmi és művelődési mozgalomnak, amely Magyarország területi épségének védelmi ligájába tömörült és amely belföldön és a külföldön Jeszenszky Géza cselekvő részvételével nagy tevékenységet fejtett ki a magyarság történelmi céljainak propagálása mellett. A Tanácsköztársaság kitörése után Pécsbe, majd innen Szegedre menekült és az ottani ellenforradalmi kormány hivatalos lapját, a Szegedi Új Nemzedéket szerkesztette a nemzeti és keresztény eszmék szolgálatában és ebben a vidéki lapban élte a maga szellemi és politikai jogfolytonosságát az az új nemzeti és keresztény publicisztikai és zsurnalisztikái irányzat, amelynek úttörője Milotay István hetilapja, az Új Nemzedék volt a háború és a Károlyi-forradalom éveiben. Jeszenszky Géza egyébként is egyik legkedveltebb és legbecsültebb tagja volt annak az Írói és politikai körnek, amely az Új Nemzedékkörül csoportosult és amely törzsét alkotja a Magyarság mai szerkesztőségének is.

## Házassága és leszármazottjai
1892 júliusában Nagyszentmiklóson feleségül vette burszentgyörgyi Puchly Jolán (Nagyszentmiklós, 1870. november 20.–Budapest, 1956. július 31.) kisasszonyt, akinek a szülei burszentgyörgyi Puchly János (1808–1872), az 1848-1849-es forradalom és szabadságharc honvédezredese, és Weisz Eleonóra (1840–1921) voltak. Jeszenszky Géza és Puchly Jolán frigyéből született:
- dr. Jeszenszky Zoltán (Nagyszentmiklós, 1895. december 10.–Budapest, 1986. július 19.), jogász, a Magyar Általános Hitelbank igazgatója.[16] Első felesége: bátorkeszi Kobek Erzsébet Margit Mária (*Bátorkeszi, 1903. március 10.–†Caracas, Venezuela, 1988. augusztus 4.).[17] második felesége: Miskolczy-Simon Pálma. Első feleségétől Kobek Erzsébettől született dr. Nyisztor Judith  (1934), magyar származású venezuelai filozófus, Magyarország tiszteletbeli konzul-asszonya Venezuelában, a caracasi egyetem (Universidad Central) Filozófiai Tanszék egyetemi docense, a venezuelai magyar cserkészet vezető egyénisége, főparancsnoka. A második feleségétől, Miskolczy-Simon Pálmától született Jeszenszky Géza (1941) magyar történész, egyetemi tanár, politikus, diplomata, 1990–1994 között az Antall-kormány külügy-minisztere.
- Jeszenszky Géza (Nagyszentmiklós, 1898. július 7.–Los Angeles, Kalifornia, USA, 1992. december 20.). Felesége: Nagy Magdolna.
- Jeszenszky Jenő Ákos (Nagyszentmiklós, 1900. január 26.–Blokhus, Hjørring, Dánia, 1995. február 20.) kir. honv. ezredes.[18] Neje: Bosznay Edit (Szmirna, Törökország, 1907. július 16.).[19][20]
- Jeszenszky Tibor (Nagyszentmiklós, 1903.  szeptember 16.–Budapest, 1983. június 30.).[21] Felesége: Zeley Katalin.